# Elisabeth Kuyper
Pour les articles homonymes, voir Kuyper.
Elisabeth Johanna Lamina Kuyper (13 septembre 1877 - 26 février 1953) est une compositrice romantique et cheffe d'orchestre hollandaise. 

## Biographie
Elisabeth Kuyper nait à Amsterdam en 1877, l'aînée de trois enfants. À douze ans, elle commence l'étude de la musique à la Maatschappij tot Bevordering der Toonkunst (nl) avec Antoon Averkamp, Louis Coenen et Daniël de Lange (nl). Elle commence très tôt à composer, notamment une sonate pour piano et un prélude et fugue qu'elle joue pour son examen de fin d'études en 1895, et un opéra en un acte qui est créé à Amsterdam en 1895. Elle s'installe à Berlin en 1896 pour poursuivre des études de composition auprès de Karl Heinrich Barth et de Leopold Carl Wolf à l'école de musique, où elle termine ses études en 1900. 
En 1901, Kuyper devient la première femme admise à étudier la composition à la Meisterschule für Komposition dirigée par Max Bruch. Elle est très productive pendant ses master classes avec Bruch, notamment en composant une sonate pour violon, une ballade pour violoncelle et orchestre et une sérénade pour orchestre. Max Bruch devient un mentor pour Kuyper et ils restèrent en contact même durant sa vieillesse. Il a dirigé nombre de ses compositions, l'a recommandé pour des bourses du gouvernement néerlandais et l'a même aidée à obtenir la nationalité allemande. 
En 1902, A.A. Noske, de Middelburg, est le premier à éditer une composition de Kuyper, sa sonate pour violon et piano, qu'elle a dédié à PW Janssen. La première audition a lieu le 18 juillet 1902 lors d'un festival de musique dans la ville de Nimègue, avec Elisabeth Kuyper au piano et Marie Hekkeron. 
Le 1er octobre 1905, Elisabeth Kuyper devient la première femme compositrice à recevoir le prix Mendelssohn.  
Elle compose ensuite ce qui est peut-être son œuvre la plus connue et la plus jouée, le concerto pour violon en si mineur, opus 10. La pièce est créée le 13 février 1908 avec l'orchestre de la Hochschule dirigé par Max Bruch, âgé de 70 ans. En avril 1908, elle devient la première femme à être nommée professeure de composition et de théorie à la Hochschule für Musik. 
En raison des défis auxquels Kuyper a été confrontée au cours de sa carrière, elle est devenue fortement liée aux mouvements féministes de cette période. À part quelques postes de soliste, les débouchés professionnels pour les musiciennes étaient extrêmement limités, aucun orchestre important n’ayant à l'époque employé de musiciennes. Kuyper a fait de gros efforts pour changer cette situation. En 1908, elle  crée une chorale de femmes au Lyceum-Club (de) à Berlin. En 1910, elle crée et dirige le Berliner Tonkünstlerinnen-Orchester (orchestre de femmes musiciennes de Berlin). Pour la convention du Conseil international des femmes qui se tient à La Haye en 1922, Kuyper forme un orchestre et une chorale et les dirige. Après quoi, et avec les encouragements de Lady Ishbel Aberdeen, Kuyper s'installe à Londres en 1923 où elle fonde le London Women's Symphony Orchestra. En 1924, elle fonde l'American Women's Symphony Orchestra à New York,. En 1925, Kuyper rentre en Europe. Elle est ensuite enseignante à la Hochschule für Musik de Berlin, puis se retire en Suisse. Elle meurt à Muzzano en Suisse en 1953,,

## Œuvres
- Opus 1, Sonate pour violon en la majeur
- Opus 8, Sérénade pour orchestre en ré mineur
- Opus 10, Concerto pour violon et orchestre en si mineur
- Opus 11, Ballade pour violoncelle et orchestre en sol mineur
- Opus 13, Trio pour violon, violoncelle et piano en ré majeur
- Opus 17, Six chansons pour voix et piano
- Serenata Ticinese en la majeur

## Discographie
Kuyper, Rediscovering a Dutch Master (Feminae Records, 2014) 
- Sonate en la majeur pour violon et piano, op. 1
  - Interprété par : Aleksandra Maslovaric (violon), Tamara Rumiantsev (piano)
- Concerto pour violon en si mineur, op. 10
  - Interprété par: Aleksandra Maslovaric (violon), orchestre philharmonique de Brno, Mikel Toms (chef d'orchestre)
  - Disponible sur http://www.feminaerecords.com/releases/kuyper-rediscovering-a-dutch-master/